# ابوالقاسم حسینی
ابوالقاسم حسینی (زادهٔ ۱۳۳۰ در بجنورد) نمایندهٔ حوزه انتخابیه بجنورد، مانه و سملقان، گرمه، جاجرم و راز و جرگلان در دورهٔ ششم مجلس شورای اسلامی بوده‌است. وی پیش‌تر در دورهٔ سوم نیز عضو این مجلس بود.او دوره سربازی و پس از آن  را تا قبل از پیروزی انقلاب  مشغول به تدریس در روستای برنجستانک  واقع در مازندران گذراند و سپس به سمت بخشداری و شهرداری و  معاون فرماندار منصوب و سپس نمایندگی مجلس شورای اسلامی انتخاب شده و در دوره ای مشاور وزیر معادن و فلزات را به عهده گرفته بود.وی هم اکنون پس از آغاز رسمی فعالیت مجمع نمایندگان ادوار مجلس شورای اسلامی و برگزاری انتخابات هیئت رئیسه مجمع نمایندگان خراسان شمالی به مدت دو سال به عنوان عضو رسمی هیئت رئیسه و سخنگوی مجمع نمایندگان ادوار مجلس شورای اسلامی در خراسان شمالی انتخاب شده و مشغول فعالیت در این مجمع می باشد.